# Lombardia (regione storica)

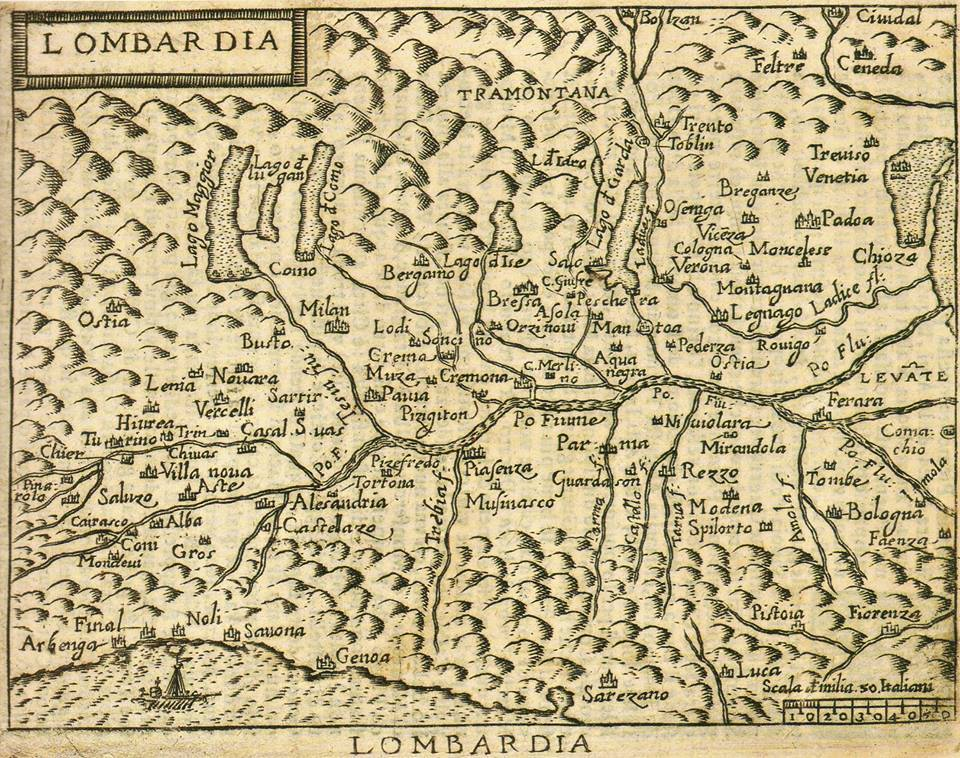
L'Italia settentrionale, areale al quale si estese il termine Lombardia, qui in una mappa del 1667 disegnata da Pietro Marchetti.

La Lombardia è una regione storica dell'Italia, i cui confini convenzionali sono variati nel corso dei secoli: il suo nome è stato infatti utilizzato originariamente per indicare l'intera Italia settentrionale, per poi ridursi progressivamente con il sorgere di nuove realtà statuali e regionali (come il Veneto, il Trentino, la Romagna, la Liguria, il Piemonte, l'Emilia e la Svizzera italiana), che ne hanno infine delimitato il significato alla sola regione contemporanea.
Il toponimo Lombardia deriva da Longobardia (con riferimento alla popolazione germanica dei Longobardi) e indicava, in epoca medievale, un'area che abbracciava tutta l'alta Italia di lingua galloromanza e parte del Veneto. A quella Lombardia ci si riferisce quando si parla di romanico lombardo e l'aggettivo lombardo viene utilizzato tra XII e XIII secolo per la Lega Lombarda, un'alleanza militare dei Comuni dell'Italia settentrionale formatasi per contrastare le ambizioni degli imperatori Federico Barbarossa e Federico II. Con l'avvento delle Signorie, la Lombardia si frammenta in diversi organismi statuali, tra cui il Marchesato di Mantova, il Ducato di Milano e la Repubblica di Venezia.
L'aggettivo lombardo riappare poi in un contesto di molto posteriore, quando nel 1713 il Ducato di Milano passa dagli Spagnoli agli Austriaci e cede le terre a ovest del Ticino al Regno di Sardegna: dopo la parentesi napoleonica, il Regno Lombardo-Veneto viene istituito nel 1815.
La Lombardia moderna nasce ai tempi di Alessandro Manzoni e Carlo Cattaneo, conquistandosi una coscienza di popolo con il Risorgimento e con il processo di industrializzazione del XX secolo.

## Storia

### Epoca carolingia

Il Regno Longobardo nell'Impero carolingio (418-814).

Dall’XI secolo il vocabolo Longobardia veniva comunemente utilizzato per indicare tutte le terre occupate dai Longobardi, compresi i ducati di Spoleto e Benevento. Il suo uso oscillò per tutto il secolo successivo, alternandosi al nuovo termine Lombardia, ora però indicando una regione più ristretta rispetto a prima.

I territori dell’attuale Lombardia nel periodo del Sacro Romano Impero (XI secolo).

Ancora nei giuramenti tra città del XII secolo emerge l'uso di Longobardia per indicare l'intera Val padana, da Susa a Comacchio; a sua volta era distinta dal termine Italia, che indicava i territori del Regnum Italiae compresi dunque la Toscana e i ducati del sud.

### Età comunale
Durante l'età comunale il termine Lombardia designava semplicemente uno spazio geografico compreso tra le Alpi a nord, il mar Tirreno, gli Appennini a sud; a est i confini erano segnati dal fiume Mincio, che la separava dalla Marca di Verona, e dal fiume Reno, che delimitava la cosiddetta Romandiola, all'epoca sotto l'influenza dell'Arcidiocesi ravennate.

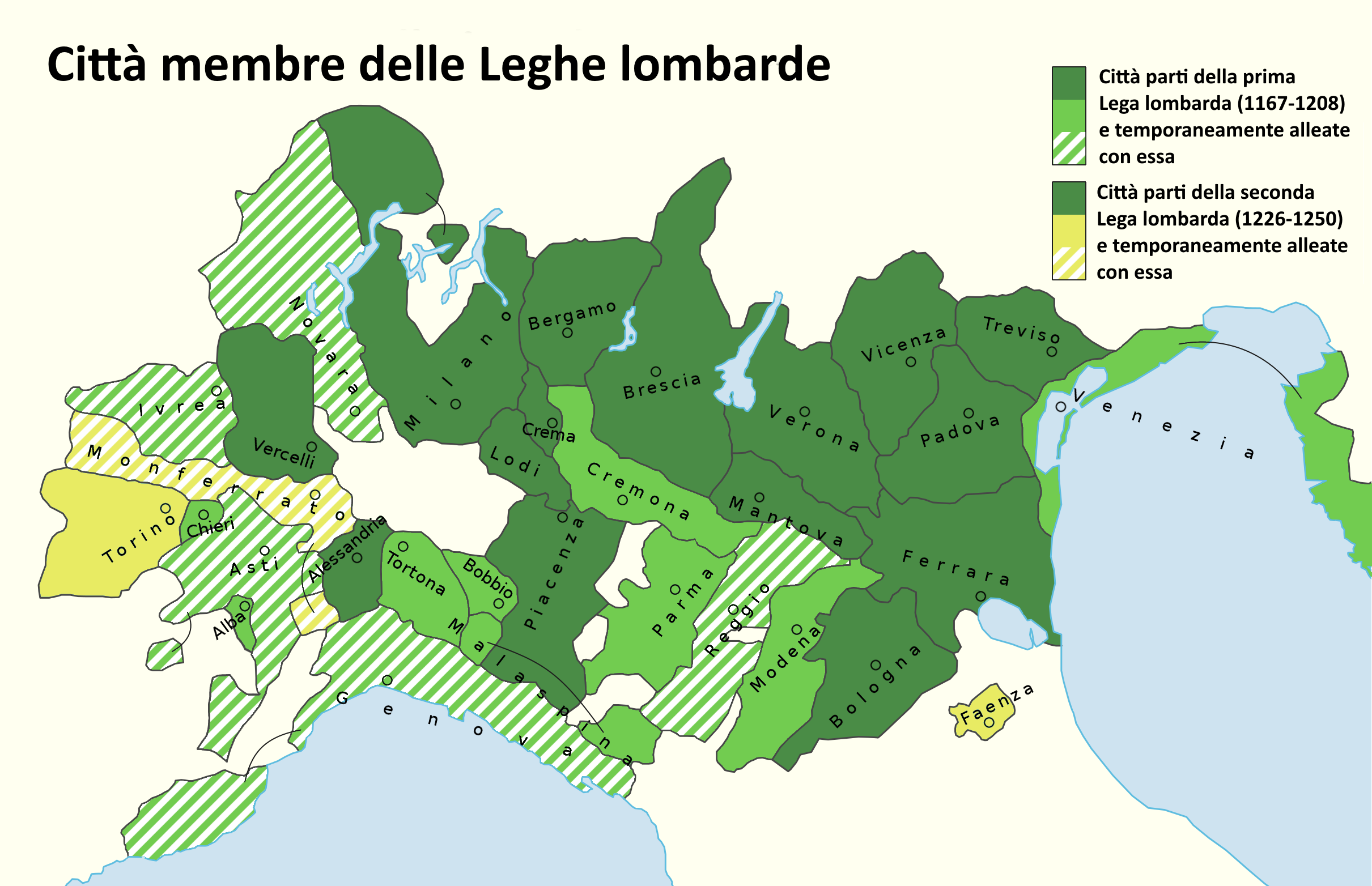
Città della prima e della seconda Lega Lombarda (1167 e 1226).

Tuttavia, il termine Lombardia acquisì presto un'accezione politica, venendo ad indicare lo schieramento anti-imperiale delle città padane. Ovviamente il suo uso era più ristretto geograficamente e variava a seconda degli orientamenti assunti da ogni singola città. Questo uso è attestato a partire dalla fine degli anni sessanta del Millecento, anni in cui l'intensità del conflitto tra i comuni italiani e Federico Barbarossa raggiunse il suo apice. In un atto del 1167 sono nominati infatti i rappresentanti delle città di Lombardia, assieme a quelle della Marca veronese, di Venezia e Ferrara.
Se infatti la Marca di Verona veniva ancora riconosciuta come entità precisa sia geografica che politica anche dagli stessi imperatori, la stessa cosa non avvenne con la Marca obertenga che si dissolse (assieme alle strutture politiche del Regnum Italiae) con la frantumazione dei possedimenti obertenghi tra i vari rami della casata (Malaspina, Estensi, Pallavicino).
Dunque le città di questi territori usarono la definizione di civitates Lombardie per distinguersi dalle città della Marca e della Romagna, le quali avevano connotazioni più precise. Da questa sfumatura politica del termine Lombardia origina l'uso odierno di Lega Lombarda per designare il giuramento tra i comuni italiani in funzione anti-imperiale, definita per esteso come Societas Lombardie, Marchie et Romanie.

### Età moderna

Carta del Regno Lombardo-Veneto (1815-1866).

Passata l'epoca delle signorie cittadine, la Lombardia storica si presentava divisa in diversi organismi statuali, tra cui il Marchesato di Mantova, il Ducato di Milano e la Repubblica di Venezia; il toponimo continuò ad essere utilizzato per indicare una buona parte dell'Italia settentrionale (come attestato da opere letterarie ancora nel XVIII secolo), ma cadde in progressivo disuso in favore dei nuovi stati e realtà regionali che andavano formandosi.

Tra il XV e il XVI secolo il territorio fu inoltre interessato dalle incursioni dei Confederati elvetici, che intervennero a più riprese nelle lotte per il potere nel Ducato di Milano: ritiratisi definitivamente dopo la celebre Battaglia di Marignano, conservarono però il controllo su una parte del territorio (conosciuta come Lombardia svizzera), la quale era in realtà costituita da otto baliaggi separati e variamente controllati dagli stati elvetici; nel periodo napoleonico, tali baliaggi saranno aboliti per andare a costituire dapprima i cantoni di Lugano e Bellinzona, e infine quello dell'odierno Canton Ticino, nato dalla fusione tra i due.

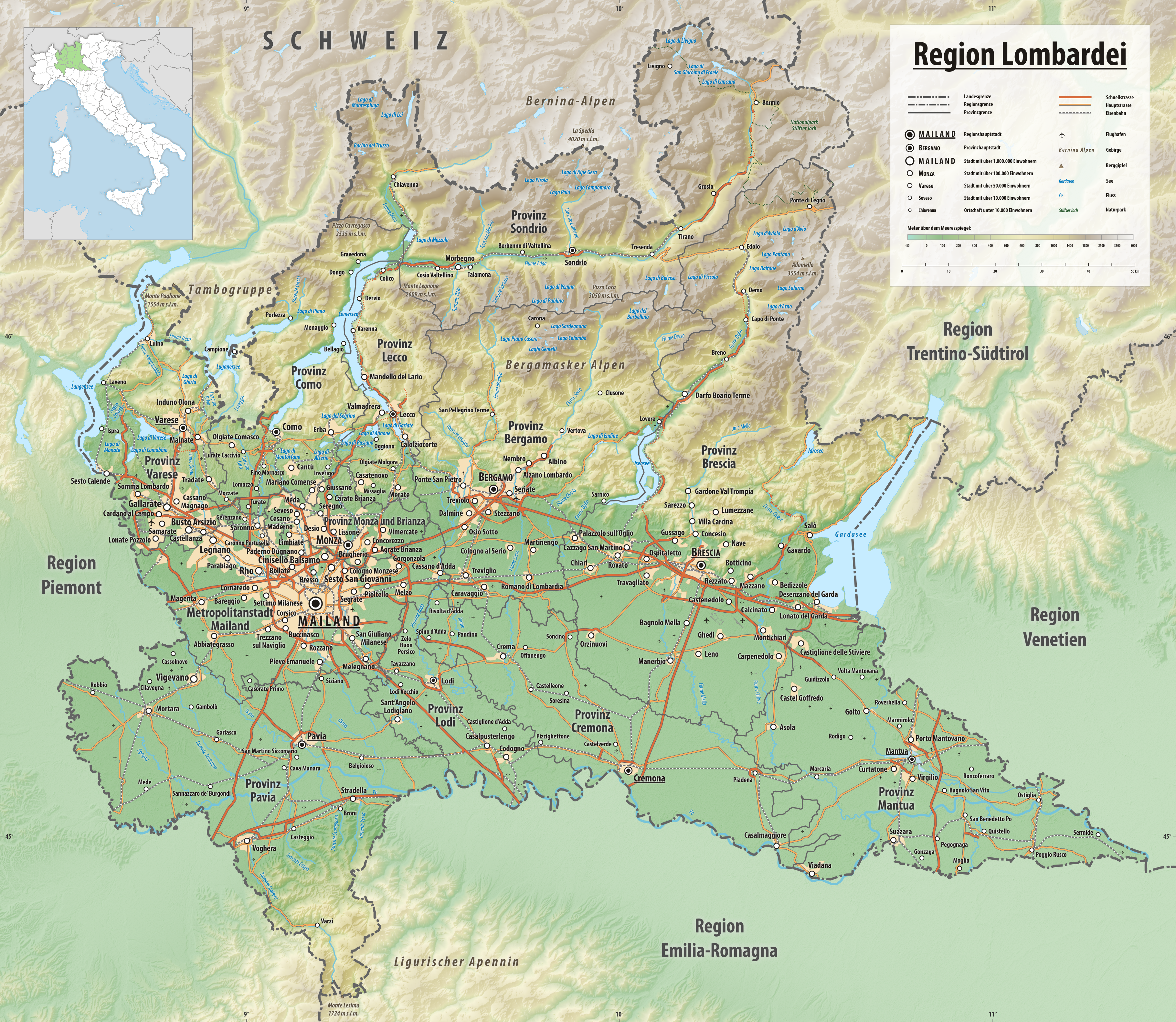
Mappa della regione dello stato italiano oggi chiamata Lombardia.

### Età contemporanea
Solo nel 1815, dopo la parentesi napoleonica, con l'istituzione del Regno Lombardo-Veneto (Lombardia-Venezia) come parte dell'Impero austriaco, il termine torna ad essere di uso comune, ma per indicare la sola amministrazione occidentale del regno, con sede a Milano, conosciuta appunto come Lombardia austriaca.
La definizione contemporanea di Lombardia come regione dell'Italia settentrionale nasce quindi ai tempi di Alessandro Manzoni e Carlo Cattaneo, conquistandosi una coscienza di popolo con il Risorgimento e con il processo di industrializzazione del XX secolo; nel 1948, con l'entrata in vigore della Costituzione della Repubblica italiana, la Lombardia diviene una regione a statuto ordinario, operativa a partire dal 1970.

## Lingue

### Koinè padana
A partire dal XII-XIII secolo, con la diffusione delle pubblicazioni in volgare, si sviluppò una lingua letteraria comune, diffusa a quasi tutta l'Italia settentrionale, all'epoca conosciuta come lingua lombarda (oggi indicata invece come koinè padana, o anche lombardo-veneta o alto-italiana); questa sopravvisse fino al XV secolo, quando iniziò ad affermarsi la norma toscana, portando poi alla frammentazione delle successive grafie locali.
(Adolfo Mussafia, Monumenti antichi di dialetti italiani, 1864, pag.229)
Al 1280 risale il più antico documento che parla di “lingua lombarda”, probabilmente facente riferimento al moderno gallo italico: in un testo di Salimbene de Adam si legge che "[...] optime loquebatur gallice tuscice et lombardice [...]", ossia "parlava bene francese, toscano e lombardo". Anche nel codice poetico occitano del XIV secolo Leys d'amors “il Lombardo” viene citato insieme ad altri idiomi europei: "[...] Apelam lengatge estranh coma frances, engles, espanhol, lombard [...]", ossia "linguaggi stranieri come francese, inglese, spagnolo, lombardo".
Dante Alighieri, nel suo De Vulgari Eloquentia, all'inizio del XIV secolo, tratterà poi della regione dal punto vista linguistico, parlando di un volgare proprio della Lombardia, composto dai dialetti di città quali Bergamo, Cremona, Piacenza, Ferrara e Modena, che separa dai volgari della Romagna e della Marca Trevigiana con Venezia.
Durante il fenomeno del tuchinaggio, avvenuto a fine XIV secolo nell’area del Canavese, si fa riferimento alla lingua lombarda, ovvero alla lingua parlata dai canavesani tuchini, considerata differente da quella dei valdostani.
Finanche al XIX secolo, nell’appendice Saggio della dialettologia italiana, curata dal filologo Francesco Cherubini e compresa nel Vocabolario milanese-italiano di Giuseppe Banfi (1870), vengono riportati come basso-lombardi i dialetti emiliani e lombardi, e come alto-lombardi o pedemontani i dialetti piemontesi.

### Lombardo contemporaneo
A partire dal XIX secolo, la regione linguistica indicata come lombarda inizierà ad essere ridotta alla sua estensione attuale, analogamente alla regione geografica, in particolare dalla pubblicazione del Saggio sui dialetti gallo-italici di Bernardino Biondelli (1853), il quale la definisce come l'area approssimativamente compresa tra il crinale delle Alpi (a nord) e i corsi della Sesia (a ovest), del Po (a sud) e del Mincio (a est); in questo senso viene quindi distinta dalle altre due principali varietà gallo-italiche, che chiama pedemontano ed emiliano (comprendente anche il romagnolo).

## Usi estesi del termine "lombardo"

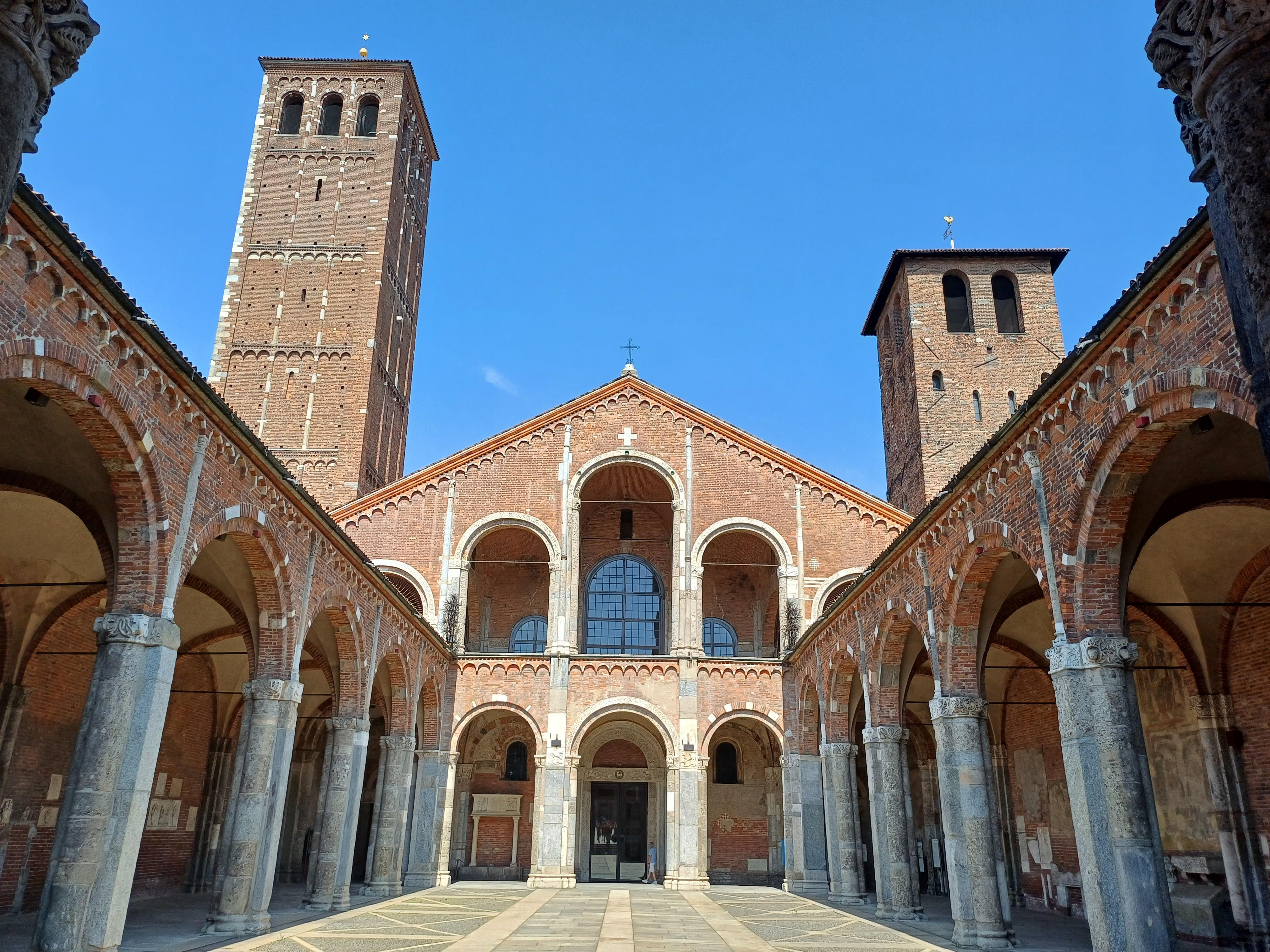
La Basilica di Sant'Ambrogio di Milano, esempio di romanico lombardo

Attorno al XII secolo si diffuse l'uso di lombardo, al di fuori dell'Italia, come etnonimo per indicare gli italiani, specie se dediti alle attività bancarie e commerciali. Quest'attestazione è rimasta nella celebre Lombard Street di Londra, nel Regno Unito.

### Storia dell'arte
Dall'uso medievale di Lombardia per indicare il Nord Italia deriva il concetto di architettura lombarda, applicato in particolar modo all'architettura romanica; esso si riferisce ad uno stile architettonico comune diffusosi a partire dall'XI secolo, ma col proprio apice nel secolo successivo. Pur riferendosi ad una zona d'Italia abbastanza precisa (l'area padana dell'Italia settentrionale) questo termine in realtà è da ritenere come piuttosto generico: l'architettura lombarda fu molto articolata al suo interno, senza caratteristiche omogenee nettamente prevalenti.
Dunque è più lecito considerare l'area lombarda come un esteso "sistema territoriale", dentro il quale emersero varie tendenze policentriche favorite dal comune clima culturale. Lo sviluppo dei liberi comuni all'interno di questa cornice territoriale unitaria, e più in generale il rinnovato dinamismo dei centri urbani, fu infatti determinante per il sorgere dell'architettura romanica lombarda.

### Resti toponimici
Diverse località dell'Italia settentrionale conservano (o hanno mantenuto fino a tempi recenti) un epiteto riferibile all'antico significato esteso del coronimo:
- Reggio nell'Emilia fu, fino all'annessione al Regno d'Italia, Reggio di Lombardia;
- Massa Lombarda, in provincia di Ravenna;[senza fonte]
- Mezzolombardo, in provincia di Trento.[senza fonte]